# Parrocchie civili dello Shropshire
Questa è una lista delle parrocchie civili dello Shropshire, Inghilterra.

## Bridgnorth
- Acton Round
- Albrighton
- Alveley
- Astley Abbotts
- Aston Botterell
- Aston Eyre
- Badger
- Barrow
- Beckbury
- Billingsley
- Boningale
- Boscobel
- Bridgnorth
- Broseley
- Burwarton
- Chelmarsh
- Chetton
- Claverley
- Cleobury North
- Deuxhill
- Ditton Priors
- Donington
- Eardington
- Easthope
- Farlow
- Glazeley
- Highley
- Kemberton
- Kinlet
- Middleton Scriven
- Monkhopton
- Morville
- Much Wenlock
- Neen Savage
- Neenton
- Quatt Malvern
- Romsley
- Rudge
- Ryton
- Sheriffhales
- Shifnal
- Shipton
- Sidbury
- Stanton Long
- Stockton
- Stottesdon
- Sutton Maddock
- Tasley
- Tong
- Upton Cressett
- Worfield

## North Shropshire
- Adderley
- Baschurch
- Cheswardine
- Child's Ercall
- Clive
- Cockshutt-cum-Petton
- Ellesmere Rural
- Ellesmere Urban
- Grinshill
- Hadnall
- Hinstock
- Hodnet
- Hordley
- Ightfield
- Loppington
- Market Drayton
- Moreton Corbet and Lee Brockhurst
- Moreton Say
- Myddle and Broughton
- Norton in Hales
- Prees
- Shawbury
- Stanton upon Hine Heath
- Stoke upon Tern
- Sutton upon Tern
- Welshampton and Lyneal
- Wem Rurale
- Wem Urbana
- Weston-under-Redcastle
- Whitchurch Rural
- Whitchurch Urban
- Whixall
- Woore

## Oswestry
- Kinnerley
- Knockin
- Llanyblodwel
- Llanymynech and Pant
- Melverley
- Oswestry
- Oswestry Rural
- Ruyton-XI-Towns
- St Martin's
- Selattyn and Gobowen
- West Felton
- Weston Rhyn
- Whittington

## Shrewsbury and Atcham
- Acton Burnell
- Alberbury with Cardeston
- All Stretton
- Astley
- Atcham
- Bayston Hill
- Berrington
- Bicton
- Buildwas
- Cardington
- Church Preen
- Church Pulverbatch
- Condover
- Cound
- Cressage
- Ford
- Frodesley
- Great Hanwood
- Great Ness
- Harley
- Hughley
- Kenley
- Leebotwood
- Leighton and Eaton Constantine
- Little Ness
- Longden
- Longnor
- Minsterley
- Montford
- Pimhill ("Bomere Heath and District")
- Pitchford
- Pontesbury
- Ruckley and Langley
- Sheinton
- Shrewsbury2
- Smethcott
- Uffington
- Upton Magna
- Westbury
- Withington
- Woolstaston
- Wroxeter and Uppington

## South Shropshire
- Abdon
- Acton Scott
- Ashford Bowdler
- Ashford Carbonel
- Bedstone
- Bettws-y-Crwyn
- Bishop's Castle
- Bitterley
- Boraston
- Bromfield
- Bucknell
- Burford
- Caynham
- Chirbury with Brompton
- Church Stretton
- Clee St. Margaret
- Cleobury Mortimer
- Clun and Chapel Lawn
- Clunbury
- Clungunford
- Colebatch
- Coreley
- Craven Arms
- Culmington
- Diddlebury
- Eaton-under-Heywood
- Edgton
- Greete
- Heath
- Hope Bagot
- Hope Bowdler
- Hopesay
- Hopton Cangeford
- Hopton Castle
- Hopton Wafers
- Llanfair Waterdine
- Ludford
- Ludlow
- Lydbury North
- Lydham
- Mainstone
- Milson
- More
- Munslow
- Myndtown
- Nash
- Neen Sollars
- Newcastle-on-Clun
- Norbury
- Onibury
- Ratlinghope
- Richard's Castle (Shropshire)
- Rushbury
- Sibdon Carwood
- Stanton Lacy
- Stoke St. Milborough
- Stowe
- Wentnor
- Wheathill
- Whitton
- Wistanstow
- Worthen with Shelve

## Telford and Wrekin
- Chetwynd 1
- Chetwynd Aston and Woodcote (unione di Chetwynd Aston e Woodcote, entrambe 1)
- Church Aston 1
- Dawley Hamlets
- Edgmond 1
- Ercall Magna 1
- Eyton Upon the Weald Moors 1
- Great Dawley
- Hadley and Leegomery (Hadley in 1)
- Hollinswood and Randlay
- Ketley
- Kynnersley 1
- Lawley and Overdale
- Lilleshall and Donnington (Lilleshall in 1)
- Little Wenlock 1
- Madeley
- Newport †
- Oakengates
- Preston Upon The Weald Moors 1
- Rodington 1
- St George's and Priorslee
- Stirchley and Brookside
- The Gorge
- Tibberton and Cherrington (unione di Tibberton e Cherrington, entrambe 1)
- Waters Upton
- Wellington
- Wrockwardine 1
- Wrockwardine Wood and Trench 1